# Mitracarpus fischeri
Mitracarpus fischeri är en måreväxtart som först beskrevs av Heinrich Friedrich Link, och fick sitt nu gällande namn av Dc.. Mitracarpus fischeri ingår i släktet Mitracarpus och familjen måreväxter.
Artens utbredningsområde är Jamaica. Inga underarter finns listade i Catalogue of Life.